# Kalmthoutse School
Tijdens hun verblijf in Parijs, tussen 1855 en 1858, hadden Isidore Meyers (1836-1917) en Adriaan Jozef Heymans de Franse Barbizon-schilders leren kennen en was daar hun weerstand tegen het formele academisme in de landschapschilderkunst gegroeid. Ze waren de eersten om te reageren tegen de conservatieve stijl die toen heerste rond Antwerpse schilders, zoals Ferdinand de Braekeleer, Henri Leys en Henri de Braekeleer.
Terug in België, gingen ze werken in de omgeving van Kalmthout en Wechelderzande, in de Antwerpse Kempen.

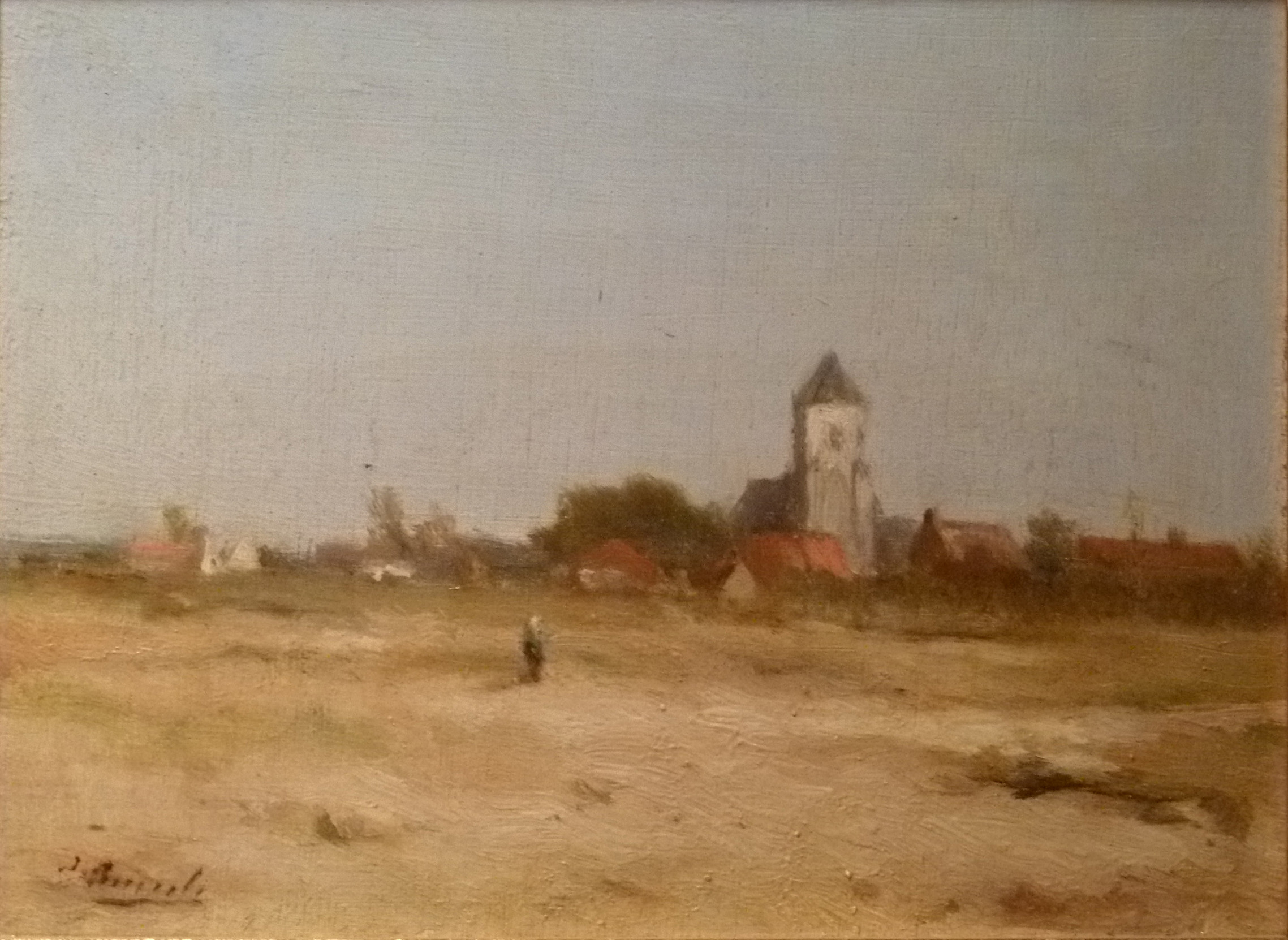
Landschap met kerkje van Heist (1883) van Jacques Rosseels

Ook andere kunstenaars, zoals Théodore Baron (1840-1899), Jacques Rosseels (1828-1912) en Florent Crabeels (1835-1896) kwamen hun inspiratie zoeken in de weidse natuur tussen de Kempische vennen, duinen en bossen. Theodore Baron was zelf ooit in Barbizon geweest en had er verschillende studies van het bos van Fontainebleau gemaakt. Baron stond ook in nauw contact met de School van Tervuren en vormt aldus een schakel tussen beide Scholen.
Omheen deze groep ontstond de Kalmthoutse School, ook de Grijze School genoemd. Het was nooit een opzettelijk gestructureerde stijlbeweging, alhoewel de overwegend grijze tonaliteiten het kenmerk waren van dit Vlaamse pleinairisme. Deze grijsschilders deden een typische landschapsstijl ontstaan die geruime tijd navolgers zou vinden gaande van Willem Vogels (1836-1896) tot de vroege schilderijen van James Ensor (1860-1949).